# 7457 Veselov
A 7457 Veselov (ideiglenes jelöléssel 1982 SL6) a Naprendszer kisbolygóövében található aszteroida. Ljudmila Ivanovna Csernih fedezte fel 1982. szeptember 16-án.